# Кельдики
Ке́льдики (рос. Кельдыки) — присілок у складі Юкаменського району Удмуртії, Росія.
Населення — 102 особи (2010; 188 в 2002).
Національний склад (2002):
- удмурти — 72 %